# David Charteris, 12. Earl of Wemyss
Francis David Charteris, 12. Earl of Wemyss, 8. Earl of March KT (* 12. Januar 1912 in Stanway, Gloucestershire; † 12. Dezember 2008 in Edinburgh) war ein britischer Peer.

## Leben und Karriere
David Charteris war der Sohn von Hugo Francis Charteris, Lord Elcho (1884–1916) und dessen Gattin Lady Violet Catherine Manners. Er besuchte zunächst das Eton College und studierte dann am Balliol College der Universität Oxford.
Da sein Vater im Ersten Weltkrieg gefallen war, erbte er die Adelstitel seines Großvaters Hugo Richard Charteris, 11. Earl of Wemyss, 8. Earl of March bei dessen Tod im Jahr 1937. Mit seinem nachgeordneten Titel Baron Wemyss (Verleihung 1821 in der Peerage of the United Kingdom) war ein erblicher Sitz im House of Lords verbunden. Mit seinen schottischen Earlstiteln war dieses Recht erst ab dem Peerage Act 1963 verbunden. Den Parlamentssitz hatte er bis zum Inkrafttreten des House of Lords Act 1999 inne.
Von 1937 bis 1944 war er District Commissioner in Basutoland, dem heutigen Lesotho, und bekleidete den Rang eines Majors in der britischen Armee. Im Zweiten Weltkrieg war er in Nordafrika eingesetzt.
Nach seiner Rückkehr ins Vereinigte Königreich setzte sich insbesondere für den Erhalt schottischer Kulturgüter und Landschaften ein. 23 Jahre lang (1946–1969) war er Vorsitzender des National Trust for Scotland und anschließend bis 1991 Präsident der Organisation. Über drei Jahrzehnte (1949–1984) führte er den Vorsitz der Royal Commission on Ancient and Historical Monuments in Schottland. 1966 wurde er zum Knight Companion des Distelordens geschlagen. In der Royal Company of Archers hatte er den Rang eines Lieutenants inne.
In den Jahren 1959, 1960 und 1977 wurde er auf Vorschlag des jeweiligen Premierministers Lord High Commissioner bei der Generalversammlung der Church of Scotland. Des Weiteren war Charteris von 1967 bis 1987 als Lord Lieutenant of East Lothian regionaler Repräsentant der Krone sowie 1974 bis 2007 als Lord Clerk Register, einer der Great Officers of State für Schottland. Daneben war er Mitglied des Board of Directors bei Standard Life und Scottish Television. Nachfolger als Lord Clerk Register wurde er der ehemalige Lordkanzler James Mackay, Baron Mackay of Clashfern.

## Familie und Privates
In erster Ehe war er seit 1940 mit Mavis Lynette Gordon Murray verheiratet. Mit ihr hatte er vier Kinder:
- Elizabeth Mary Charteris (* 1941)
- Iain David Charteris, Lord Elcho (1945–1954)
- Caroline Letty Charteris (1946–1946)
- James Donald Charteris, 13. Earl of Wemyss (* 1948)

Mavis verstarb 1988. 1995 heiratete er seine zweite Frau Shelagh Kathleen Thrift.
Er lebte auf dem Stammsitz der Earls, Gosford House. Er starb im Royal Victoria Hospital in Edinburgh. Seine Adelstitel gingen auf seinen Sohn James über.